# Jakubov u Moravských Budějovic
Jakubov u Moravských Budějovic (deutsch Jakobau) ist eine Gemeinde in Tschechien. Sie liegt fünf Kilometer nordwestlich von Moravské Budějovice und gehört zum Okres Třebíč.

## Geographie
Jakubov liegt beidseits des Flüsschens Jakubovka, an der Europastraße 59, im Streckenabschnitt von Jihlava nach Znojmo. Nachbarorte sind Babice und Lesonice im Norden, Dolní Lažany und Jaroměřice im Nordosten, Litohoř und Moravské Budějovice im Südwesten, Dědice im Süden, Komárovice im Südwesten, Martínkov im Westen und Cidlina im Nordwesten.

## Geschichte
Jakubov wurde erstmals um die Mitte des 13. Jahrhunderts erwähnt und war damals im Besitz des österreichischen Adligen Wolfram Schenk von Schenkenberg. Von diesem gelangte es an einen Familienzweig der mährischen Adligen „von Medlov“ (z Medlova), die den Namenszusatz „von Jakubov“ (z Jakubova) und später wie die anderen Familienzweige das Prädikat „von Pernstein“ benutzten. Dieses leitete sich von der gleichnamigen Burg Pernstein ab, die als Stammburg der Herren von Pernstein bezeichnet wird. Entsprechend einer Vereinbarung übertrugen Atluš von Pernstein und Žibřid von Jakubov 1398 die Herrschaft Jakubov dem mährischen Landeshauptmann Wilhelm I. von Pernstein, wobei der genaue Verwandtschaftsgrad der Vertragspartner nicht bekannt ist.
Die um die Mitte des 14. Jahrhunderts belegte Feste von Jakubov ging entweder in den Hussitenkriegen oder dem böhmisch-ungarischen Krieg unter. Später war Jakubov im Besitz der Kraiger von Kraigk, die es vermutlich Ende des 16. Jahrhunderts zu einem Städtchen erhoben. Diesen Status verlor es durch die Auswirkungen des Dreißigjährigen Kriegs, als es durch Zerstörungen und Plünderungen zu einem Niedergang kam. Da große Teile der Einwohner den zerstörten Ort verlassen hatten und auch die Pfarrkirche St. Jakobus weitgehend zerstört war, wurde die Pfarre aufgehoben. Zu einem Aufschwung kam es erst im 19. Jahrhundert, als Jakubov den Rang einer selbstständigen Gemeinde erhielt und eine Schule erbaut werden konnte. Zugleich bildete sich die Freiwillige Feuerwehr, der weitere Vereine folgten. 2005 gewann Jakubov auf Kreisebene den Wettbewerb „Dorf des Jahres“.

## Gemeindegliederung
Für die Gemeinde Jakubov sind keine Ortsteile ausgewiesen.

## Sehenswürdigkeiten
- Pfarrkirche St. Jakobus d. Ä.